# Chavannes-sur-Moudon
Chavannes-sur-Moudon – miejscowość i gmina (commune) w zachodniej Szwajcarii, w kantonie Vaud, w okręgu (district) Broye-Vully.  

## Demografia
W Chavannes-sur-Moudon mieszka 219 osób. W 2021 roku 6,8% populacji gminy stanowiły osoby urodzone poza Szwajcarią. 

## Transport
Przez teren gminy przebiega droga główna nr 151.